# Fenerivia (plant)
Fenerivia is een geslacht uit de familie Annonaceae. De soorten uit het geslacht komen voor op het eiland Madagaskar.

## Soorten
- Fenerivia angustielliptica (G.E.Schatz & Le Thomas) R.M.K.Saunders
- Fenerivia capuronii (Cavaco & Keraudren) R.M.K.Saunders
- Fenerivia chapelieri (Baill.) R.M.K.Saunders
- Fenerivia emarginata (Diels) R.M.K.Saunders
- Fenerivia ghesquiereana (Cavaco & Keraudren) R.M.K.Saunders
- Fenerivia humbertii (Cavaco & Keraudren) R.M.K.Saunders
- Fenerivia madagascariensis (Cavaco & Keraudren) R.M.K.Saunders
- Fenerivia oligosperma (Danguy) R.M.K.Saunders
- Fenerivia richardiana (Baill.) R.M.K.Saunders